# The Subs
The Subs to grupa muzyczna tworząca muzykę electro, pochodząca z Gandawy w Belgii. Symbolem tej grupy jest trójkąt wypełniany różnymi motywami.

## Dyskografia

### Albumy
- Subculture (2008)
- Decontrol (2011)

### Single
- You make me spill (2006)
- Substracktion (2006)
- Fuck that shit (2007)
- Kiss my trance (2007)
- Papillon (2008)
- Music is the new religion (2008)
- My Punk (2008)
- From dusk till dawn (2009)
- The pope of dope (2010)
- Mitsubitchi (2010)
- The face of the planet (2011)
- Don't Stop (2011)
- Zanna (2011)
- Decontrol (2011)

### Remiksy
- Telex - How do you dance
- Javelo - Spleen
- Sharam Jey - When the dogs bite
- dEUS - Bad timing
- Pacjam - Urban minds
- Shameboy - Wired for sound
- Foxylane - Naked to bed
- The Lotterboys - Can't control the boogie
- Acid Jacks - Disco Shoes
- Mason - Quarter
- Boemklatsch feat. Faberyeyo - Spikkeltjes
- La Roux - Colourless Colour
- Gotye - Heart's a mess